# Hospet, Hukeri
Hospet là một làng thuộc tehsil Hukeri, huyện Belgaum, bang Karnataka, Ấn Độ.